# Rifugi antiaereo di Colleferro
I rifugi di Colleferro sono tunnel scavati sotto la cittadina laziale utilizzati durante la seconda guerra mondiale come protezione dai bombardamenti aerei nemici.
Si sviluppavano per circa 6 km ed erano accessibili da 15 diverse zone della città.

## Storia

### Scavo e preparazione

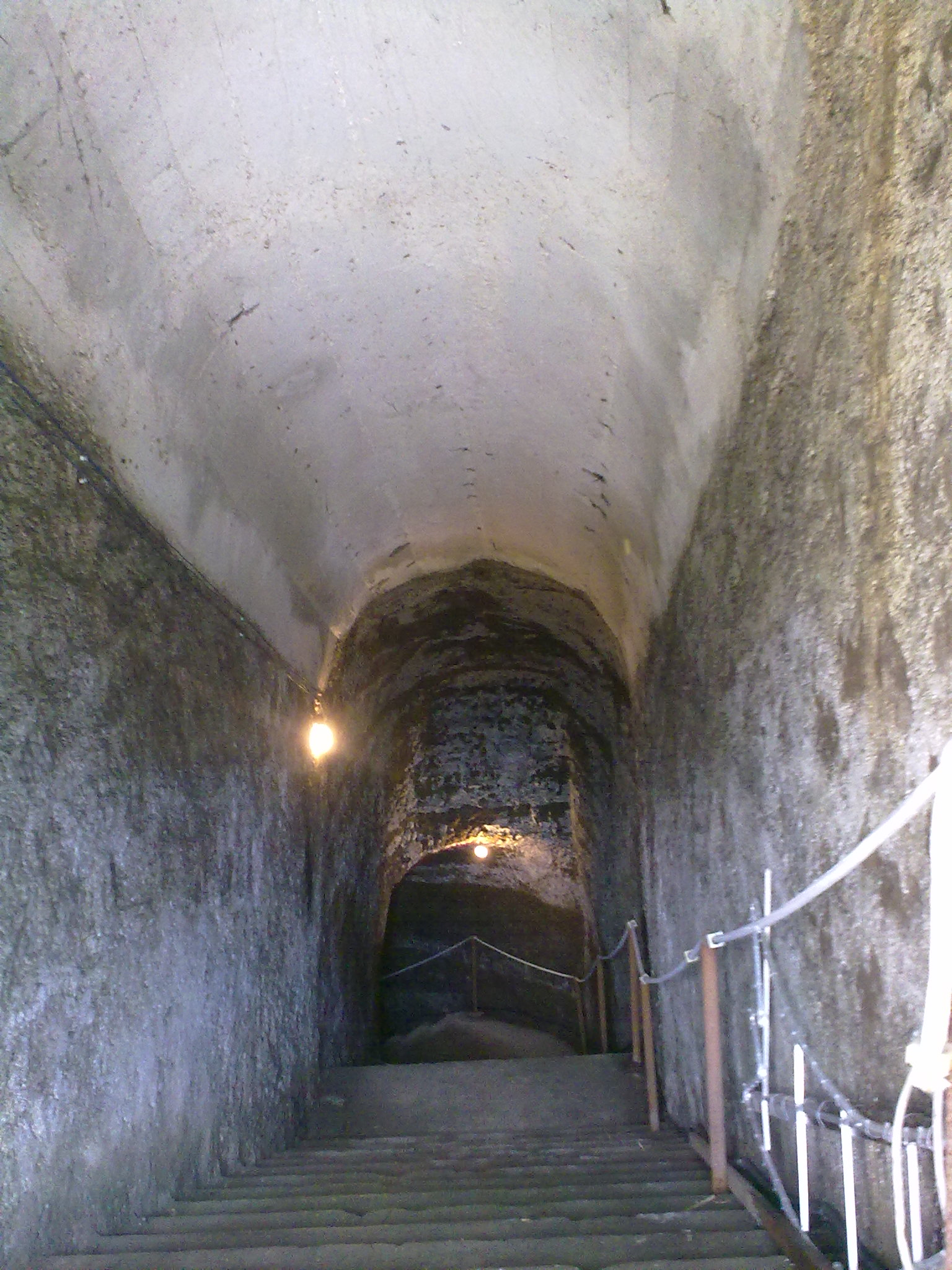
Una degli accessi dei rifugi.

Realizzati prima della nascita della città, erano inizialmente cave da cui veniva presa la pozzolana per costruire i primi edifici per i lavoratori della fabbrica di munizioni Bombrini Parodi Delfino (B.P.D.). Le cave, per un totale di 6 km, vennero scavate da quattro ditte, alle quali si aggiunsero alcuni detenuti del carcere di Paliano in cambio di una semi libertà.
L'idea di utilizzare quelle cave come rifugi per i cittadini venne quando iniziarono le avvisaglie della seconda guerra mondiale, a motivo dei possibili bombardamenti sulle fabbriche di armamenti bellici della città. Le cave erano accessibili da quasi ogni zona, perché coprono quasi tutta la zona abitata nella parte esterna della città con 15 entrate in diverse zone.
Quando l'Italia entrò in guerra nel giugno del 1940, i rifugi vennero sistemati in fretta con panche e pochi accorgimenti per prestare subito un riparo sicuro ai cittadini.
Le sirene di allarme che costringevano i cittadini a scendere nei rifugi si fecero sempre più frequenti, e anche quando l'allarme cessava sempre tramite le sirene diveniva sempre più pericoloso uscire dai rifugi, soprattutto la notte; infatti vennero impostate direttive specifiche per assicurare "l'oscuramento"; oltre al divieto di usare qualsiasi tipo di illuminazione, venne usata anche la nebbia artificiale, che veniva stesa su tutta la valle da un nucleo di militari per evitare l'avvistamento dei capannoni industriali.
All'inizio della guerra poteva capitare che i cittadini andassero nei rifugi con un "falso allarme", ma dopo l'armistizio dell'8 settembre 1943 tutti gli allarmi erano ufficiali. I bombardamenti vennero indirizzati anche sulla città, e a causa di questo molto cittadini decisero di stabilirsi permanentemente nei rifugi. Così sotto i rifugi si venne a creare una "seconda Colleferro" a 15/40 metri di distanza in verticale dalla città "originale".
Nei primi giorni le pareti di pozzolana dei rifugi vennero coperte da uno strato di calce per assicurare un minimo di igiene ai cittadini e per favorire la vista alla scarsa luce, fornita da un semplice impianto di illuminazione costruito dai lavoratori delle cave.
(Il commissario prefettizio di Colleferro)
La presenza di un numero sempre maggiore di civili rese indispensabile il realizzare pozzi neri per i liquami e ricoprire le pareti con la carta catramata per combattere l'umidità che oscilla sempre tra il 95 e il 100%.

### Vita nei rifugi
Le prime famiglie che si trasferirono nel sottosuolo furono le più fortunate, perché riuscirono ad occupare le piccole rientranze che si trovavano nei cunicoli e le trasformarono in mini monolocali larghi 2 metri e alti 2 metri e mezzo circa a volte anche serviti da porte arrangiate alla meglio. Chi non era così stato fortunato doveva arrangiare la propria branda nei lati dei cunicoli; a volte i cunicoli venivano bloccati perché le brande venivano messe ovunque senza regole ed erano necessari controlli e di intervenire per ripristinare gli spazi e i percorsi indispensabili per le varie vie di fuga. Per moltissimi colleferrini quei rifugi rappresentarono la propria casa per molti mesi fino alla liberazione.
Per cercare di sistemare al meglio i rifugi, questi vennero divisi in "Villaggio Vecchio", che corrispondeva alla zona del quartiere di Santa Barbara, e il "Villaggio Nuovo" che orrispondeva alla zona di Colle Sant'Antonino. Il "Villaggio Vecchio" fu limitato solo ai dipendenti della Bombrini Parodi Delfino, per evitare la diffusione di malattie. Il "Villaggio Nuovo" venne fornito di servizi che servivano a tutta la cittadinanza, cioè
- L'infermeria che aveva a disposizione anche una sala parto, ed un'ambulanza che si trovava vicino all'entrata dei rifugi, presso piazza Mazzini.
- La cappella per celebrare la messa, le comunioni, i battesimi e i matrimoni da Don Umberto Mazzocchi.
- L'anagrafe comunale, dove l'impiegato faceva anche scrivano e lettore per gli analfabeti.
- Un'osteria, che rimase attiva finché il comune non impedì la vendita di vino.
- Una specie di "emporio", dove venivano barattati generi di prima necessità tra i cittadini.

Nei rifugi ci furono 8 nascite, 14 matrimoni, 159 comunioni e cresime.

### Effetti dei bombardamenti e dell'occupazione tedesca
I bombardamenti non tardarano a distruggere molte case e soprattutto alcuni capannoni della B.P.D., e resero inattiva la "Calce e Cementi Segni"; i bombardamenti furono veloci anche ad abbattere un tratto della linea ferroviaria, telefonica e elettrica.
Dopo che la sirena aveva suonato il cessato allarme, i rifugiati uscivano per cercare cibo ed altre cose di importanza primaria. In alcune occasioni, molti cittadini trovarono la morte per colpa delle granate lanciate dall'alto o dalle mitragliatrici. Cinque colleferrini furono fucilati dai soldati tedeschi presso il piazzale della stazione perché sorpresi a cercare generi di prima necessità dai vagoni dei treni.
Per ravvivare gli animi, a volte alla sera si ballava con musica garantita da tre musicisti che suonavano chitarra, violino e fisarmonica; alle volte nell'osteria si trovavano anche militari tedeschi, che talvolta portavano con loro prigionieri russi, cecoslovacchi o ungheresi.
Non mancavano mai contatti con l'esterno. Appena possibile, i rifugiati uscivano per andare in Piazza Italia, centro di Colleferro, o addirittura al cinema della B.P.D. che si trovavano entrambi vicino ad una entrata dei rifugi.

### Verso la liberazione
Gli ultimi giorni prima della liberazione furono i più duri per la mancanza cibo, poiché tutti i magazzini degli spacci erano vuoti. Fortunatamente la B.P.D. riuscì a ottenere nelle Marche 33 quintali di grano, che vennero suddivisi in mezzo chilo a persona il più in fretta possibile; successivamente la metà venne sequestrato dai tedeschi. La B.P.D. comprò anche 45 pecore da una azienda vicino a Colleferro, che, grazie all'aiuto dei pompieri, vennero trasportate presso i rifugi; venticinque furono subito macellate per sfamare la popolazione.
Quando il 2 giugno 1944 ci fu finalmente la liberazione, gli alleati fecero ingresso a Colleferro da Via Latina e dalla Carpinetana, accolti da tutti festosamente. Nonostante le attese, i cittadini furono invitati dal comune ad aspettare altri pochi giorni nei rifugi per timore del di cannoneggiamento da parte dei tedeschi sulla città.
Per un periodo di circa cinquant'anni dopo la fine della guerra, i rifugi rimasero chiusi o utilizzati in parte da una fungaia. Solo il 4 dicembre 1985, in occasione dei cinquant'anni della fondazione del Comune, un gruppo di persone riaprì le gallerie. Oggi i rifugi sono visitabili il 4 dicembre, festa di santa Barbara patrona di Colleferro, ed in essi periodicamente si svolgono delle manifestazioni, come il presepe vivente.

## Eventi
- Presepe Vivente nei rifugi: il presepe vivente viene fatto ogni anno dal 2003, quasi sempre nei giorni 17,18,19 e 20 dicembre. La caratteristica del presepe vivente nei rifugi è che oltre alle varie zone dove si trovano i figuranti con abiti e lavori del passato come: agugliatori, pastori, centurioni, mercanti di ogni genere, fabbri e naturalmente la natività ecc. la gente oltre soltanto a vedere il presepre interagisce con i figuranti, perché prima di iniziare la passeggiata tra i cunicoli c'è un banchetto dove cambia a chi vuole gli Euro in monete dell'epoca, le Dramme, (il rapporto è 1€ - 2 Dramme), in modo che passando per le varie scene del presepe si possono comprare prodotti tipici od oggetti d'artigianato realizzati da quei figuranti. Nel 2011 il presepe è arrivato a 33 quadri e quasi 80 personaggi, e in più è stato inserito verso la metà del tragitto il "pozzo dei desideri", dove ogni persona che visita i rifugi può lasciare un pensiero e gettarlo li, e tra tutti i biglietti custoditi nel pozzo, ne verranno scelti alcuni e l'autore del più significativo verrà premiato nel corso di una cerimonia che si terrà il giorno dell'Epifania in sala consiliare.

- Storie dai Rifugi: azione teatrale itinerante a cura dell'Officina Teatro di Colleferro, con la drammaturgia e la regia di Claudio Dezi. L'iniziativa prevede una rievocazione storica lungo le gallerie dove, fra il 1943 e il 1944, la popolazione trovò riparo dai bombardamenti. Gli attori danno luogo a un'azione teatrale presentando numerosi personaggi, costumi, oggetti d'epoca e interpretando alcune delle numerose testimonianze raccontate da chi, in quel lasso di tempo, ha realmente abitato sotto i rifugi. Lo svolgimento è ovviamente itinerante e prevede la collocazione degli attori in diversi "ambienti" ricostruiti all'interno delle gallerie, nonché un'interazione continua con gli ospiti della manifestazione. Attraverso i frammentari racconti, affidati a personaggi che si ispirano a persone realmente esistite, è possibile ricostruire uno "spaccato" della vita nei rifugi in un momento particolarmente delicato della nostra storia.
- Nella Città Dolente: azione teatrale itinerante a cura dell'Officina Teatro di Colleferro, con adattamento e regia di Claudio Dezi. Lo spettacolo, tratto dalla prima cantica della Divina Commedia (Inferno), va a ricostruire una vera e propria città sotterranea con luci, suoni e colori utilizzati in modo espressivo e suggestivo, così da aumentare il fascino di un luogo già di per sé interessante e attraente, presentando una galleria di famosi personaggi tratti dall'Inferno di Dante Alighieri, distribuiti lungo un percorso che vuol essere, oltre che "spettacolo", una proposta culturale e un invito a leggere l'immortale capolavoro del poeta fiorentino.
- Notturna..di giorno: gara di tiro con l'arco che viene svolta all'interno dei cunicoli dei rifugi, una gara di tiro con l'arco unica nel suo genere.